# 毛叶石楠
毛叶石楠（学名：Photinia villosa）为蔷薇科石楠属下的一个种。

## 扩展阅读
- 維基物種上的相關：毛叶石楠